# Arroyo del Sauce (Río Uruguay)
Der Arroyo del Sauce ist ein Fluss im Westen Uruguays.
Er entspringt im Grenzgebiet der Departamentos Soriano und Colonia in der Cuchilla de San Salvador südwestlich der Stadt Agraciada. Von dort verläuft er in westlicher Richtung und bildet dabei die Departamentogrenze. Am nördlichen Stadtrand von Nueva Palmira unterquert er die Ruta 21. Schließlich mündet er an der Nordgrenze dieser Stadt in den Río Uruguay.